# Liste des monuments historiques d'Aurillac
Ce tableau présente la liste de tous les monuments historiques classés ou inscrits dans la ville d'Aurillac, Cantal, en France.

## Liste
| Monument                                  | Adresse                                      | Coordonnées                      | Notice         | Protection     | Date           | Illustration                              |
| ----------------------------------------- | -------------------------------------------- | -------------------------------- | -------------- | -------------- | -------------- | ----------------------------------------- |
| Église abbatiale                          | Place Saint-Géraud                           | 44° 55′ 54″ nord, 2° 26′ 53″ est | « PA00093448 » | Classé Inscrit | 1920 1942 2018 | Église abbatiale                          |
| Hôpital abbatial Saint-Géraud             | 5 place Saint-Géraud                         | 44° 55′ 55″ nord, 2° 26′ 51″ est | « PA00093462 » | Classé         | 1963           | Hôpital abbatial Saint-Géraud             |
| Chapelle Notre-Dame d'Aurinques           | Rue de la Coste                              | 44° 55′ 51″ nord, 2° 26′ 34″ est | « PA00093449 » | Inscrit        | 1931           | Chapelle Notre-Dame d'Aurinques           |
| Château de Fabrègues                      | Fabrègues                                    | 44° 56′ 55″ nord, 2° 27′ 46″ est | « PA00093745 » | Inscrit        | 1992           | Château de Fabrègues                      |
| Château Saint-Étienne                     | Rue du Château-Saint-Étienne                 | 44° 56′ 05″ nord, 2° 26′ 45″ est | « PA00093450 » | Inscrit        | 2010           | Château Saint-Étienne                     |
| Église Notre-Dame-aux-Neiges              | Rue des Carmes                               | 44° 55′ 39″ nord, 2° 26′ 35″ est | « PA00093451 » | Inscrit        | 1977           | Église Notre-Dame-aux-Neiges              |
| Église du Sacré-Cœur                      | 12 avenue du Quatre-Septembre                | 44° 55′ 22″ nord, 2° 26′ 06″ est | « PA15000030 » | Inscrit        | 2006           | Église du Sacré-Cœur                      |
| Fanum d'Aron                              | Aron                                         | 44° 55′ 34″ nord, 2° 26′ 26″ est | « PA00093469 » | Classé         | 1980           | Fanum d'Aron                              |
| Gendarmerie                               | 19 place du Square                           | 44° 55′ 45″ nord, 2° 26′ 35″ est | « PA00093452 » | Inscrit        | 1984           | Gendarmerie                               |
| Hôtel de Cébié (ou Roger-Ducos)           | 12 rue Vermenouze                            | 44° 55′ 48″ nord, 2° 26′ 39″ est | « PA15000028 » | Inscrit        | 2004           | Hôtel de Cébié (ou Roger-Ducos)           |
| Porte de l'hôtel de Malras                | Place de l'Hôtel-de-Ville                    | 44° 55′ 51″ nord, 2° 26′ 42″ est | « PA00093459 » | Inscrit        | 1946           | Porte de l'hôtel de Malras                |
| Hôtel de Noailles (Aurillac)              | 5 rue de Noailles                            | 44° 55′ 50″ nord, 2° 26′ 40″ est | « PA00093453 » | Inscrit        | 1982           | Hôtel de Noailles (Aurillac)              |
| Hôtel de préfecture du Cantal             | Cours Monthyon Rue Transparot Place Maillard | 44° 55′ 45″ nord, 2° 26′ 49″ est | « PA00093454 » | Inscrit        | 2004           | Hôtel de préfecture du Cantal             |
| Hôtel du Président-Maynard (porte)        | 35 rue Vermenouze                            | 44° 55′ 49″ nord, 2° 26′ 35″ est | « PA00093455 » | Inscrit        | 1946           | Hôtel du Président-Maynard (porte)        |
| Immeuble                                  | 8 rue du Consulat                            | 44° 55′ 49″ nord, 2° 26′ 47″ est | « PA00093457 » | Inscrit        | 1946           | Immeuble                                  |
| Immeuble                                  | 5 impasse Vermenouze                         | 44° 55′ 47″ nord, 2° 26′ 41″ est | « PA00093458 » | Inscrit        | 1946           | Immeuble                                  |
| Immeuble de Surrel (ou hôtel de Lasmoles) | 25 rue du Collège                            | 44° 55′ 55″ nord, 2° 26′ 48″ est | « PA00093456 » | Inscrit        | 1978           | Immeuble de Surrel (ou hôtel de Lasmoles) |
| Maison                                    | 10 rue du Consulat                           | 44° 55′ 49″ nord, 2° 26′ 47″ est | « PA00093461 » | Inscrit        | 1946           | Maison                                    |
| Maison                                    | 1 impasse Vermenouze                         | 44° 55′ 47″ nord, 2° 26′ 41″ est | « PA00093463 » | Inscrit        | 1946           | Maison                                    |
| Maison Capelle (porte d'entrée)           | 20 rue Vermenouze                            | 44° 55′ 49″ nord, 2° 26′ 37″ est | « PA00093464 » | Inscrit        | 1946           | Maison Capelle (porte d'entrée)           |
| Maison consulaire                         | Rue Marcenague Rue Coste                     | 44° 55′ 51″ nord, 2° 26′ 46″ est | « PA00093460 » | Inscrit        | 1926           | Maison consulaire                         |
| Monument aux morts d'Aurillac             |                                              | 44° 55′ 43″ nord, 2° 26′ 35″ est | « PA15000051 » | Inscrit        | 2019           | Image manquante Téléverser                |
| Collège Jeanne de la Treilhe Porte        | 18 rue du Collège                            | 44° 55′ 52″ nord, 2° 26′ 47″ est | « PA00093465 » | Inscrit        | 1930           | Collège Jeanne de la Treilhe Porte        |
| Palais de justice                         | 18 place du Square                           | 44° 55′ 44″ nord, 2° 26′ 33″ est | « PA00093466 » | Inscrit        | 1984           | Palais de justice                         |
| Prison                                    | 17 place du Square                           | 44° 55′ 43″ nord, 2° 26′ 32″ est | « PA00093467 » | Inscrit        | 1984           | Prison                                    |
| Statue du Pape Gerbert                    | Cours Monthyon                               | 44° 55′ 47″ nord, 2° 26′ 54″ est | « PA00093468 » | Inscrit        | 1946           | Statue du Pape Gerbert                    |
| Villa Suzanne                             | 3 rue du professeur-Henri-Mondor             | 44° 55′ 42″ nord, 2° 26′ 29″ est | « PA15000043 » | Inscrit        | 2009           | Villa Suzanne                             |